# David Carreón
David Alberto Carreón Manríquez (* 23. März 1994 in Mexicali) ist ein mexikanischer Leichtathlet, der sich auf den Speerwurf spezialisiert hat und in dieser Disziplin den Landesrekord innehat.

## Sportliche Laufbahn
Erste internationale Erfahrungen sammelte David Carreón im Jahr 2013, als er bei den Panamerikanischen Juniorenmeisterschaften in Medellín mit einer Weite von 66,00 m den fünften Platz belegte. 2016 gewann er bei den U23-NACAC-Meisterschaften in San Salvador mit 76,25 m die Silbermedaille hinter dem US-Amerikaner Curtis Thompson und 2018 gewann er bei den Zentralamerika- und Karibikspielen in Barranquilla mit 76,27 m die Bronzemedaille hinter Keshorn Walcott aus Trinidad und Tobago und dem Grenader Anderson Peters. 2022 startete er bei den Weltmeisterschaften in Eugene und schied dort mit 77,61 m in der Qualifikationsrunde aus. Im Jahr darauf gewann er bei den Zentralamerika- und Karibikspielen in San Salvador mit 78,03 m die Silbermedaille hinter Keshorn Walcott und im November belegte er bei den Panamerikanischen Spielen in Santiago de Chile mit 74,47 m den fünften Platz.
In den Jahren 2016, 2018 und 2019 sowie von 2021 bis 2023 wurde Carreón mexikanischer Meister im Speerwurf.